# Etika vrlina
Etika vrlina je zajedničko ime za niz različitih filozofskih gledišta prema kojima se kao glavni cilj ljudskog djelovanja shvaća promicanje vrlina i radnji utemeljenih na njima. 
Etika vrlina bitno je različita od konzekvencijalizma i deontologije. Većina teorija etike vrlina nadahnjuje se Aristotelom, a neke verzije uključuju elemente učenja Platona, Tome Akvinkog, Humea i Nietzschea. 
Prema etičkom konzekvencijalizmu, ispravnost djelovanja prosuđuje se prema stvarnim ili očekivanim posljedicama radnji. Konzekvencijalizam je teleološka etika, usmjerena na cilj, a jedan je od njegovih oblika i utilitarizam. Za deontologe (Immanuel Kant), dužnost prethodi vrijednosti i neovisna je o njima.
Etika vrlina pak u središte stavlja vrlinu i karakter i traži odgovore na pitanja "Kako treba živjeti?", "Kakva osoba treba biti?".